# Kamala Chandrakirana
Kamala (o Nana) Chandrakirana (Jakarta (Indonèsia), 2 d'octubre del 1960) és una activista feminista, per la justícia, els drets humans i la democràcia a Indonèsia.

## Carrera
Kamala Chandrakirana formava part del Grup de treball de les Nacions Unides sobre la discriminació contra les dones, jurídica i en la pràctica, des del 2011. Fundà i va passar més d'una dècada treballant per a la Comissió Nacional de Violència contra les Dones d'Indonèsia, el principal mecanisme indonesi pels drets humans de les dones. En fou secretària general del 1998 al 2003, i presidenta des del 2003 fins al 2009. El període del 2003 al 2009 fou molt conflictiu a Indonèsia: la Comissió Nacional de Violència contra les Dones registrà greus violacions dels drets humans contra les dones, en indrets com ara Aceh, Papua Occidental, Poso (Sulawesi), així com les violacions de maig del 1998 i les assassinades del 1965.
El 2009, cofundà Musawah, un "moviment global per la igualtat i la justícia en les famílies musulmanes", amb altres activistes i estudiosos religiosos progressistes, que pretén "palesar les contradiccions en l'ensenyament actual de l'islam, mostrar les discordances entre aquests ensenyaments i la realitat de les dones i els hòmens musulmans del s. XXI", explicant "que hi ha formes noves, més justes, d'interpretar l'islam, i desplaçar les interpretacions sorgides de la dominació masculina i de les institucions patriarcals".

## Obra
Chandrakirana ha treballat en temes de drets humans de les dones, justícia social i democràcia al llarg de vint anys. Ha ajudat a construir xarxes i coalicions, enfortir mecanismes de protecció dels drets humans a Indonèsia i en les Nacions Unides, i ha donat suport al compromís activista per Indonèsia, la zona Àsia-Pacífic i arreu del món.
A banda d'aquest càrrec, Chandrakirana n'ha exercit d'altres per a les Nacions Unides com a experta en drets humans de les dones. Fou membre de l'ESCAP-Grup de treball d'Àsia-Pacífic sobre les dones, la pau i la seguretat, dins de l'ONU. Chandrakirana s'ha relacionat amb xarxes d'Àsia-Pacífic, com ara el Fòrum Àsia-Pacífic sobre les dones, el dret i el desenvolupament (APWLD), International Women's Rights Action Watch, Àsia Pacific (IWRAW AP), el grup de les dones del sud-est d'Àsia d'ASEAN.